# Farol de Ponta Verde
O Farol de Ponta Verde é um farol construído em alvenaria com fundação em concreto armado, localizado no bairro de mesmo nome, na cidade brasileira de Maceió. Suas cores são branca e vermelha em listras horizontais. Possui 11 metros de altura, bem como alcance luminoso e geográfico de 13 e 12 milhas, respectivamente.